# 島田角栄
島田 角栄（しまだ かくえい、1972年 - ）は、日本の映画監督。大阪府出身。野球特待生として香川西高等学校に進み、野球部主将を務めた。その後、ビジュアルアーツ専門学校大阪放送・映画学科を卒業。

## 主な作品
- 家族ロック（2002年）

2002年10月 ロンドン・レインダンス映画祭 正式招待作品
- 電撃BOPのセクシーマザーファッカーズに!!（2006年公開 DVD発売）

LA ジャパンフィルムフェスティバル2009観客賞受賞東葛国際映画祭2006審査員特別賞受賞
- ジャップ・ザ・ロック・リボルバー（2009年5月16日公開 DVD発売）
- デストロイ ヴィシャス（2011年3月5日公開 DVD発売）
- 森ウルフ 零零から愛を植える（2012年7月14日公開）
- 冴え冴えてなほ滑稽な月（2013年9月7日公開 DVD発売）[4]
- 死殺カオス 猿の帝国（2014年12月26日DVD発売）
- 乱死怒町より愛を吐いて（2015年11月7日公開 DVD発売）[5]
- PLAN6 CHANNEL9 (2016年11月26日公開 DVD発売）[6]
- 寝たきり疾走ラモーンズ（2017年4月15日公開 DVD発売）
- ヴィヴィアン武装ジェット（2017年9月16日公開 DVD発売）
- ロッキンハートブレイカーズ（2018年12月1日公開 DVD発売）
- サンテレビ 開局50周年記念連続ドラマ 『元町ロックンロールスウィンドル』 （2019年4月1日よりO.A. DVD発売）（監督・脚本全13話）
- デッド・フラワーズ [7]（2020年3月14日公開 DVD発売）
- サンテレビ連続ドラマ『惑星スミスでネイキッドランチを』（2021年4月5日よりO.A.DVD発売）（監督・脚本全13話）
- サンテレビ年末ドラマ『勝手にライブをしやがれ!!』[8]（2021年12月30日O.A.）（監督・脚本 1話完結）
- BS1スペシャル

「河瀬直美が見つめた東京五輪」（2021年12月26日O.A.）（出演）
- 芸人殺人日誌（2022年2月5日公開 )
- 東京2020オリンピック（映画）ディレクター（総監督　河瀨直美）
- サンテレビ連続ドラマ『稲妻ムービーマーケット』（2023年4月3日よりO.A.DVD発売）（監督・脚本全13話）
- サンテレビ連続ドラマ『ライ麦畑でGIGをして』（2023年12月26日よりO.A）（監督・脚本全3話）
- Pretty Vacant（2025年4月12日公開）
- 「デコチン」（2025年4月26日公開）